# Polní opevnění (Orel)
Terénní pozůstatky polního opevnění z roku 1778, kontrolujícího od jihu přístupový směr k Chrudimi, vybudovaného jako reakce na pruský vpád do Čech v rámci Války o bavorské dědictví, se nalézají u lokality Tři Bubny, místní části obce Orel v okrese Chrudim. Pozůstatky polního opevnění jsou od roku 1958 chráněny jako nemovitá kulturní památka ČR. 

## Historie
Roku 1778 byla v souvislosti s válkou o bavorské dědictví vybudována mezi Třemi Bubny u Chrudimi a Semonicemi u Jaroměře linie sestávající z 25 objektů polního opevnění, tzv. Lacyho opevňovací systém. Viditelné relikty těchto objektů se zachovaly pouze v lokalitě Tři Bubny u obce Orel. Pevnůstky byly zachovány a udržovány v použitelném stavu i po ukončení války r. 1779 a byly zachyceny na mapách z 1. vojenského mapování z let 1780 - 83, listech č. 113, 130 a 148.

## Popis
Polní opevnění se skládá z centrálního polygonálního opěrného bodu - hornwerku s předsunutým opevněním, dvou samostatných polygonálních fortů - lunet a jednoho redanu. V areálu polního opevnění se nachází gotický kostel svatého Jiří, který byl centrálním bodem zaniklého komplexu hradištního a středověkého osídlení.

## Galerie

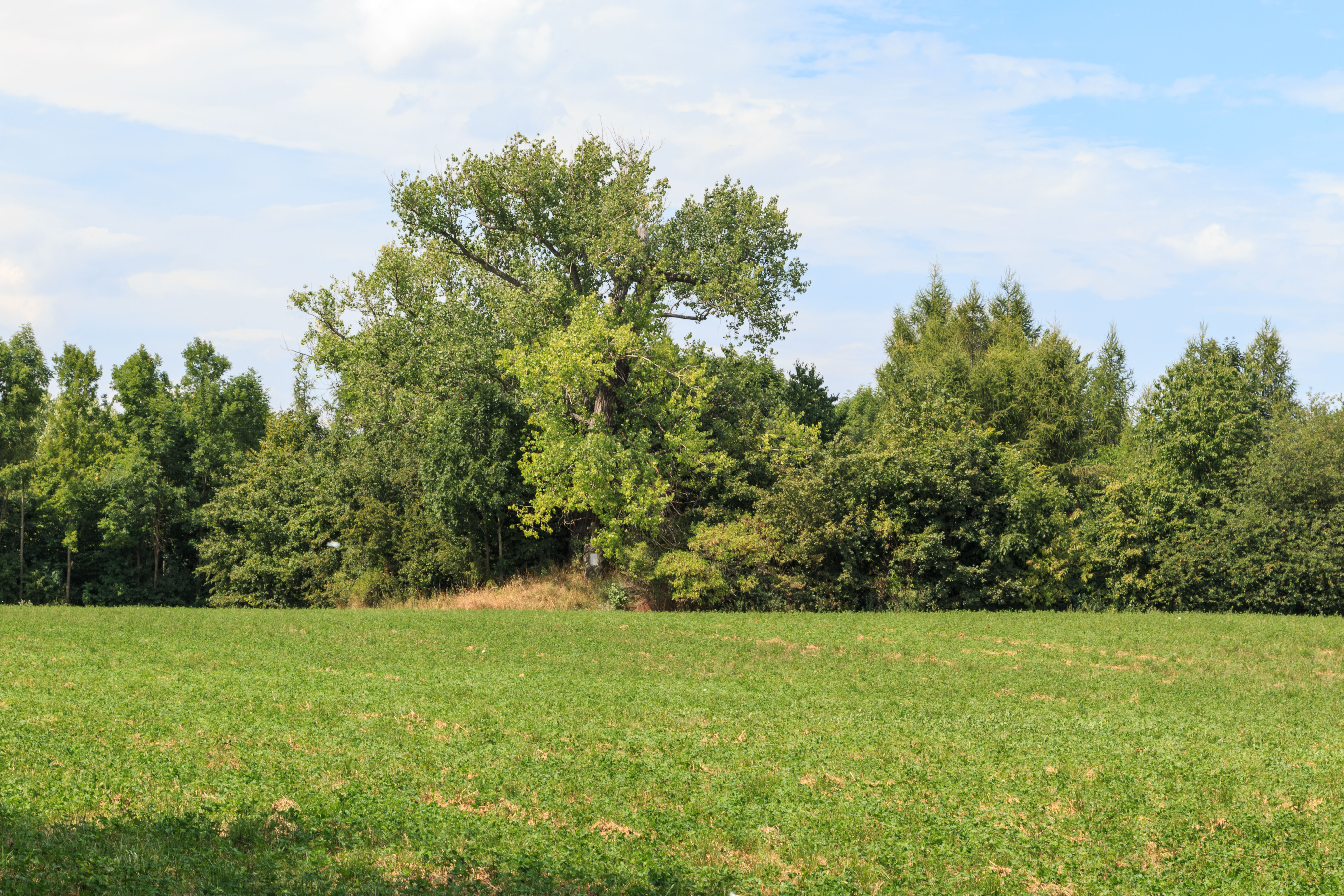
pozůstatky polního opevnění z roku 1778 u lokality Tři Bubny
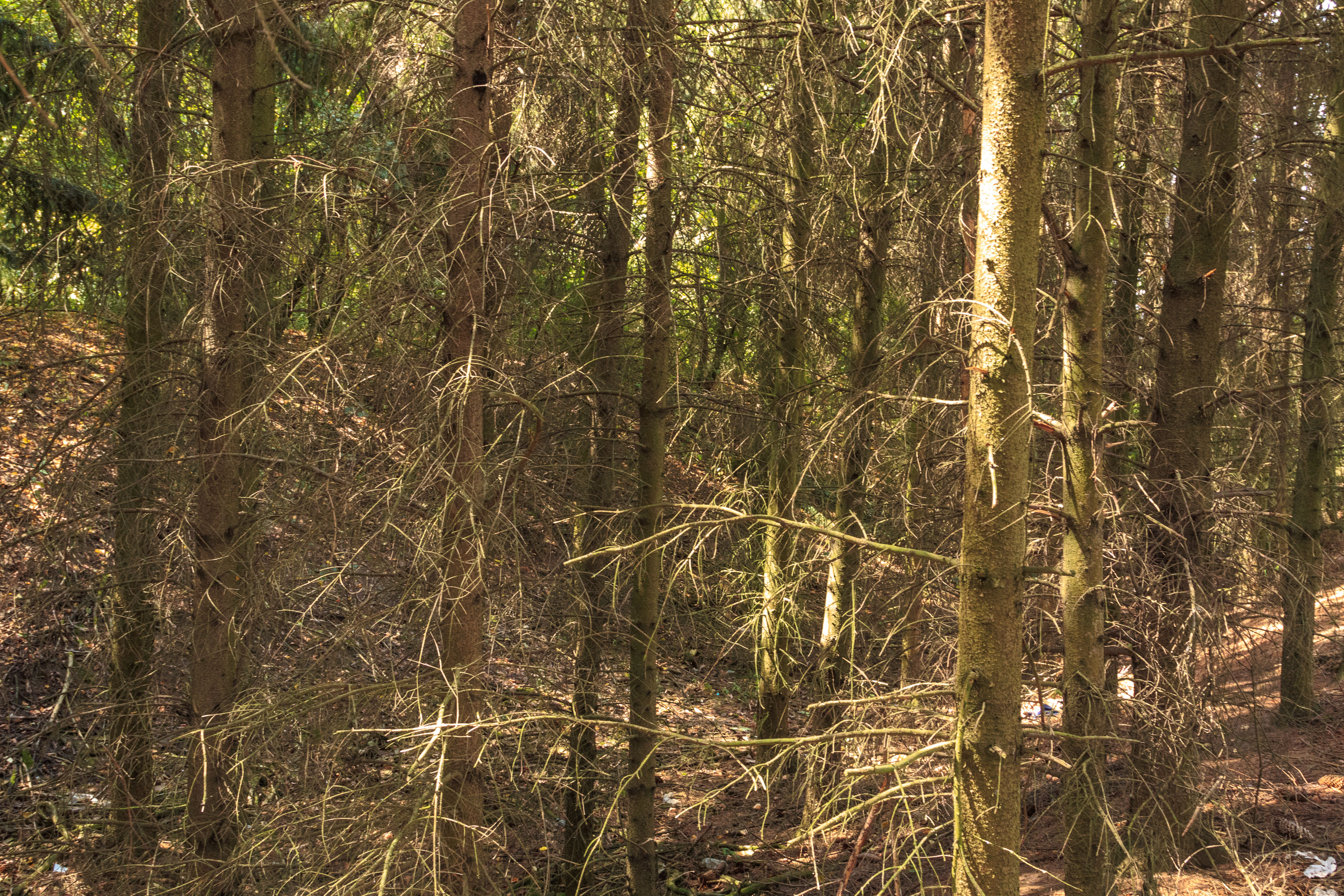
pozůstatky polního opevnění z roku 1778 u lokality Tři Bubny
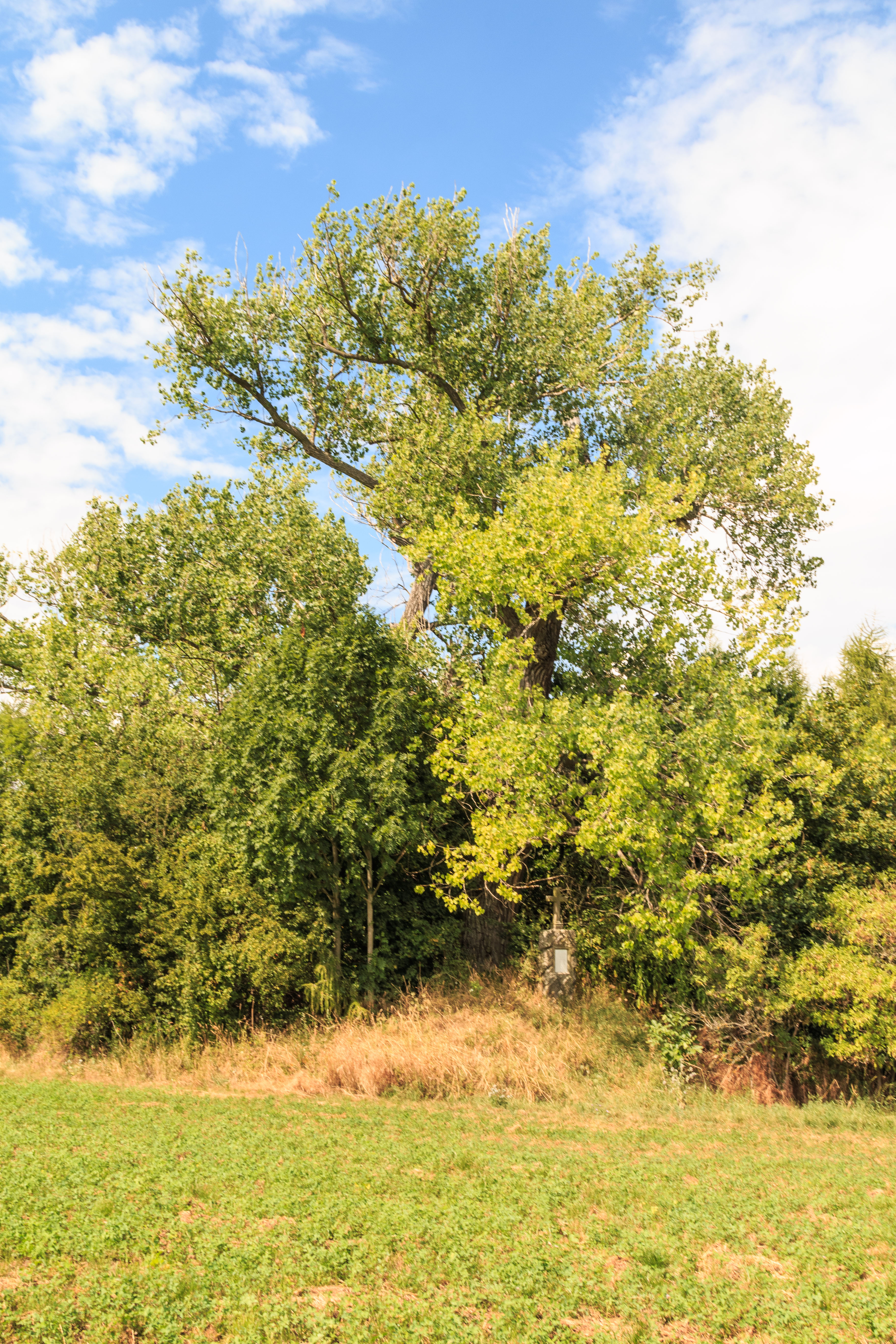
pozůstatky polního opevnění z roku 1778 u lokality Tři Bubny
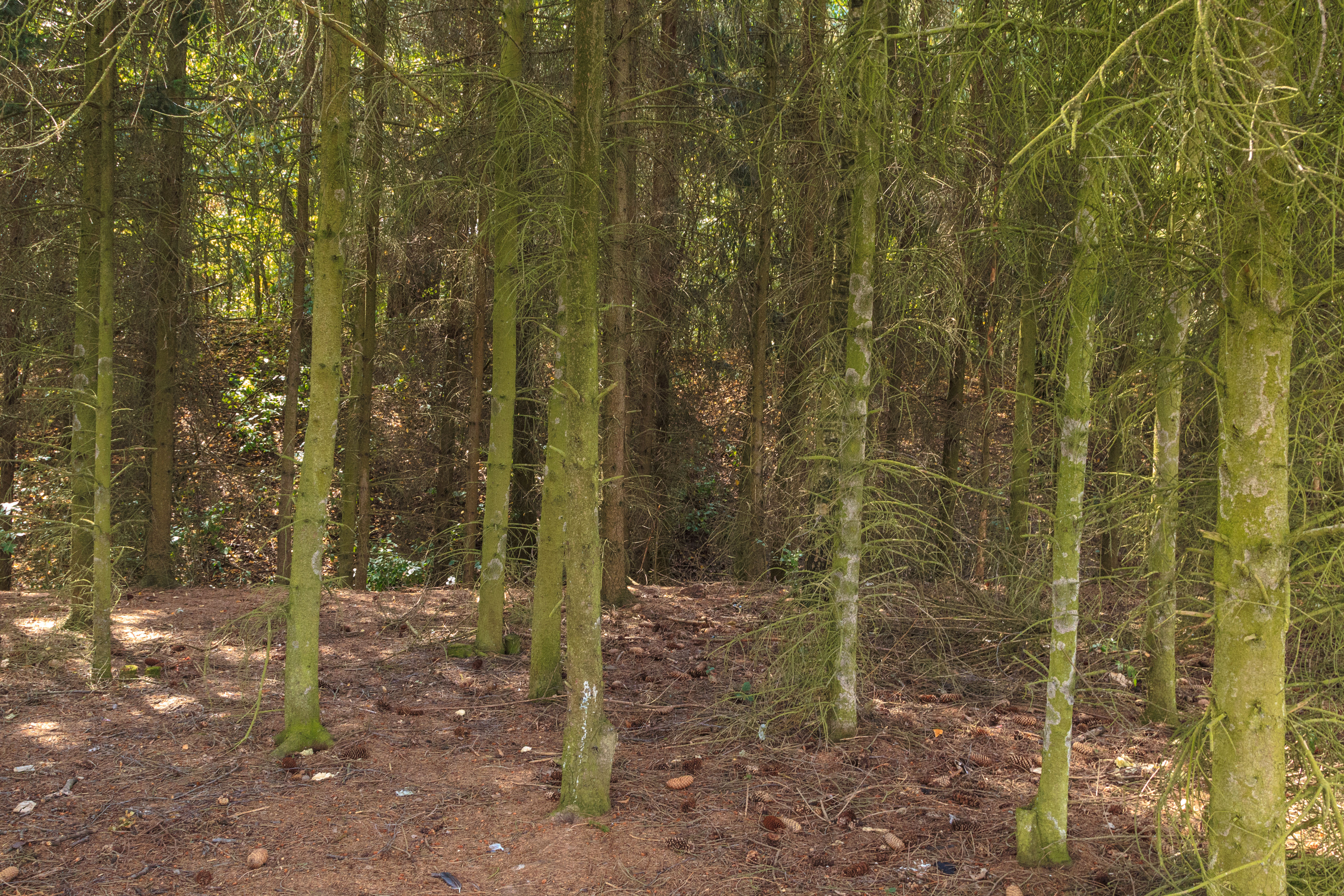
pozůstatky polního opevnění z roku 1778 u lokality Tři Bubny